# めざせ!グローバルスター
『めざせ!グローバルスター』とは、日本テレビ系列で2020年から放送されていたバラエティ番組・特別番組である。

## 出演者

### MC
- 劇団ひとり

## 放送リスト
| 回数  | 放送日時                    | ゲスト | パフォーマー | 備考                                                                        |
| ----- | --------------------------- | ------ | ------------ | --------------------------------------------------------------------------- |
| 第1回 | 2020年12月13日13:15 - 14:15 |        |              | 『サンバリュ』枠                                                            |
| 第2回 | 2021年6月13日12:45 - 14:30  |        |              | 『サンバリュ』枠                                                            |
| 第3回 | 2021年9月21日21:00 - 22:54  |        |              | 日本テレビでは20:54 - 21:00に事前番組『まもなくグローバルスター』を別途放送 |

## スタッフ
- 企画・演出：山野辺聖勝（第2回までは演出）
- 構成：竹越陵、川又唱史、大平将貴、デーブ八坂（デーブ→第3回）
- TM：望月達史（第2回 - ）
- SW：荻野高康（第2回 - ）
- カメラ：水梨潤（第2回 - ）
- MIX(第3回)：寺田恭子（第3回）
- VE：笈川太
- 照明：村上洋平
- 技術協力：NiTRo、ヌーベルバーグ（ヌーベル→第2回-）
- 取材協力(第3回)：本郷学園応援委員会監督 横尾朗大（第3回）
- 撮影協力(第3回)：市原稲荷神社（第3回）
- 協力：アフロ
- 美術協力：日テレアート
- 美術プロデューサー：山本澄子
- デザイン：熊崎真知子
- 大道具：菅原拓真
- 電飾：清水佳哉
- 特効：内山栄一
- メイク：奥松かつら（第2回 - ）
- 編集・MA：麒麟スタジオ
- 音効：安原裕人
- TK：長坂真由美
- リサーチ：石井千鶴、田中菜々緒、澤井尊史、伊原つくし（田中・澤井・伊原→第3回）
- ディレクター：吉岡賢祐、木村翔太、河村哲平、加藤昌義、平塚怜、久保玲美衣、新井孝輔、五位野春花 / 崎間美紀、長井祥平、横尾恵里佳（木村・久保・新井→第2回-、河村・加藤・五位野・崎間・長井・横尾→第3回、崎間・長井→第2回はAD）
- 監修(第2回)：吉川真一朗（第2回 - ）
- プロデューサー：似鳥利行、清水真美子、升田久美、内田久美子 / 安永美和、高橋梨沙（内田・安永・高橋→第3回、安永・高橋→第2回はAP、安永→第1回はデスク）
- チーフプロデューサー：三浦俊明（第2回 - ）
- 制作協力：swan
- 製作著作：日テレ

### 過去のスタッフ
- TM：山本聡一（第1回）
- SW：津野祐一（第1回）
- 音声：赤池暢也（第1、2回）
- カメラ：横田将宏（第1回）
- メイク：家崎祐子（第1回）
- 協力：DAM 第一興商（第1回）
- リサーチ：塚越麗（第1、2回）
- AD：佐野竜也、高橋萌々恵（共に第1回）、田中透哉（第2回）
- ディレクター：速水勇、中島裕子（共に第1回）、白川誠、徳嶺雄磨（共に第1、2回）
- チーフプロデューサー：関健一（第1回）